# Squinzano rosso riserva
Lo Squinzano rosso riserva è un vino DOC la cui produzione è consentita nelle province di Brindisi e Lecce.

## Caratteristiche organolettiche
- colore: rosso rubino più o meno intenso con eventuali riflessi arancioni se invecchiato.
- odore: vinoso, etereo, caratteristico, intenso.
- sapore: pieno, asciutto, robusto ma vellutato, armonico.

## Produzione
Provincia, stagione, volume in ettolitri
- Lecce  (1990/91)  647,58
- Lecce  (1991/92)  805,0
- Lecce  (1992/93)  994,0